# John Joseph Saunders
John Joseph Saunders (* 17. Juni 1910 in Alphington; † 25. November 1972) war ein britischer Historiker, der sich hauptsächlich mit islamischer Geschichte des Mittelalters und der Geschichte Asiens befasste. Er studierte an der University of Exeter und war Lecturer an der University of Canterbury.

## Veröffentlichungen (Auswahl)
- 1961: A History of Medieval Islam
- 1962: Aspects of the Crusades
- 1966: The Muslim World on the Eve of Europe’s Expansion
- 1971: The History of the Mongol Conquests
- 1977: Muslims and Mongols: Essays on Medieval Asia